# Seznam osebnosti iz Občine Kamnik

## Rojeni v občini Kamnik

### Do 18. stol.
- Matija Bastianschitz, duhovnik, redovnik, jezuit (1591, Kamnik – 1659, Dunaj).
- Janez Krstnik Dolar (Joannes Baptista Dolar), duhovnik, glasbenik, redovnik, skladatelj, učitelj, zborovodja (1621, Kamnik – 1673, Dunaj).
- Andrej Juchardt, duhovnik, redovnik, jezuit (1597, Kamnik – 1666, Ljubljana).
- Andrej Kapuss, duhovnik, redovnik, jezuit (1644, Kamnik – 1678, Zagreb).
- Jurij Kniffez, duhovnik, redovnik, jezuit (1620 Kamnik – 1681, Ljubljana).
- Franc Kobavius, duhovnik, redovnik, jezuit (1651, Kamnik – 1727, Ljubljana).
- Lenart Mertlic, duhovnik, kanonik, generalni vikar, podpornik reformacijskega gibanja (med 1490 in 1500, Kamnik – 1548, Ljubljana).
- Mihael Omersa, glasbenik, dramatik, duhovnik, skladatelj (1679, Kamnik – 1742, Ig).
- Franc Mihael Paglovec, nabožni pisatelj, šolnik, duhovnik (1679, Kamnik – 1759, Šmartno v Tuhinju).
- Gašper Schurbi, pridigar, redovnik, jezuit (1681, Podgorje – 1732, Ljubljana).
- Janez Krstnik Skerpin, moralist, kanonik, duhovnik, redovnik, jezuit (1643, Kamnik – 1703, Ljubljana).
- Žiga Skerpin, teolog, duhovnik, redovnik, frančiškan (1689, Kamnik – 1755, Ljubljana).
- Franc Stainer, predikant (sredina 16. stol., Kamnik – 1570, Ljubljana).
- Bernard Stainer, protestantski pridigar (1546, Kamnik – 1593, Celovec).
- Peter Stergler, nabožni pesnik, duhovnik, redovnik, jezuit (okoli 1595, Kamnik – 1642).
- Jurij Tomec, nabožni pisec, vzgojitelj, duhovnik (1682, Kamnik – 1733, Ljubljana).
- Gregor Vorenc, leksikograf, prevajalec, duhovnik, redovnik, avguštinec diskalceat, prior (1659, Kamnik – 1730, Ljubljana).
- Jurij Žehel, duhovnik (okoli 1500, Kamnik – 1586, Maribor).

### 18. stol.
- Fortunat Bergant, slikar (1721, Mekinje – 1769, Ljubljana).
- Jurij Japelj, nabožni pisec, pesnik, prevajalec, jezikoslovec, duhovnik, škof (1744, Kamnik – 1807, Celovec).
- Andrej Mally, redovnik, jezuit (1711, Kamnik – 1768, Gorica).
- Franc Pirc, slovenski katoliški duhovnik, misijonar, sadjar (1785, Godič pri Kamniku - 1880, Ljubljana)
- Bernard Pohlin, duhovnik, redovnik, frančiškan (1700, Kamnik – 1765, Brdovac).
- Janez Krizostom Pohlin, duhovnik (1780, Kamnik – 1850, Ljubljana).
- Peter Rumpel, izdelovalec orgel (1787, Kamnik – 1861, Kamnik).
- Andrej Bernard Smolnikar, teolog, duhovnik, redovnik, benediktinec (1795, Kamnik – 1869, Philadelphia).
- Oton Sprug, teolog, duhovnik, redovnik, frančiškan (1724, Kamnik – 1781, Ljubljana).
- Jurij Karel Starovašnik, zdravnik, pedagoški delavec (1748, Kamnik – 1792, Freiburg im Breisgau).
- Janez Nepomuk Šlaker, šolnik, gospodarstvenik, duhovnik (1791, Kamnik – 1863, Ljubljana).

### 19. stol.
- Fran Albreht, pesnik, prevajalec, urednik, kulturni delavec (1889, Kamnik – 1963, Ljubljana).
- Franc Aparnik, fotograf (1872, Kamnik – 1954).
- Alojzij Benkovič, prevajalec, farmacevt (1867, Kamnik – 1934, Kamnik).
- Ivo Benkovič, politik, pisatelj, odvetnik (1875, Kamnik – 1943).
- Josip Benkovič, pisatelj, zgodovinar, duhovnik, redovnik, cisterijan (1869, Kamnik – 1901, Kamnik).
- Josip Bervar, glasbenik, organist, skladatelj, učitelj (1882, Motnik – 1969, Maribor).
- Karel Bervar, organist, ravnatelj, skladatelj, učitelj, zborovodja (1864, Motnik – 1956, Celje).
- Stane Cuderman, grafik, slikar (1895, Kamnik – 1946, Kamniška Bistrica).
- Ivan Fajdiga - Vinko Dobrin, Zapriški, Podgrajski, narodni buditelj, pesnik, pisatelj, publicist (1854, Kamnik – 1935, Kamnik).
- Ivan Dornik, jezikoslovec, pisatelj, prevajalec (1892, Nevlje – 1968, Maribor).
- Franc Gerkman, pedagog, učitelj (1830, Tunjice – 1918, Ljubljana).
- Matej Holmar glasbenik, organist, skladatelj, učitelj, zborovodja (1869, Vodice nad Kamnikom – 1945, Višnja Gora).
- Anton Hribar, glasbenik, organist, skladatelj, učitelj, zborovodja (1839, Zgornji Tuhinj – 1887, Gorica).
- France Hribar, dekan fakultete, doktor znanosti, patolog, pedagog, univerzitetni profesor, zdravnik (1895, Liplje v Tuhinjski dolini – 1967, Ljubljana).
- Angelik (Jožef) Hribar, duhovnik, glasbenik, organist, pedagog, redovnik, skladatelj, učitelj, zborovodja (1843, Zgornji Tuhinj – 1907, Ljubljana).
- Florentin (Janez Nepomuk) Hrovat, duhovnik, pisatelj, ravnatelj, redovnik, učitelj (1847, Zgornji Tuhinj – 1894, Novo mesto).
- Ladislav (Jožef) Hrovat, duhovnik, jezikoslovec, pedagog, pisatelj, prevajalec, ravnatelj, redovnik (1825, Zgornji Tuhinj – 1902, Novo mesto).
- Jurij Humar, duhovnik, zdravilec, župnik (1819, Vodice nad Kamnikom – 1890, Gradišče).
- Janko Nepomuk Jeglič, pedagog, ravnatelj, učitelj (1859, Zgornji Tuhinj – 1933, Ljubljana).
- Felicita Kalinšek, redovnica, šolska sestra, učiteljica za kuho (1865, Podgorje – 1937, Ljubljana).
- Franc Kapus, trgovec, narodni delavec (1830, Kamnik – 1884, Gradec).
- Janez Kecel, politik, poslanec, trgovec, župan (1839, Kamnik – 1888, Kamnik).
- Franc Koncilja, mizar, rezbar (1896, Jeranovo – 1991, Mekinje).
- Anton Koželj, slikar (1874, Kamnik – 1954, Ljubljana).
- Maks Koželj, slikar (1883, Kamnik – 1956, Kamnik).
- Fani Kratnar, glasbenica, kulturna delavka, slikarka, uradnica (1895, Kamnik – 1983, Kamnik).
- Gašper Križnik, čevljar, jezikoslovec, pisatelj, trgovec, zbiralec ljudske kulturne dediščine (1848, Motnik – 1904, Motnik).
- Ana Lebar, pedagoška pisateljica (1887, Brdo – 1951, Brdo).
- Rudolf Maister, general, pesnik (1874, Kamnik – 1934, Unec).
- Ivan Mazovec, prosvetni delavec, politični delavec, slavist, klasični filolog (1888, Kamnik – 1930, Ljubljana).
- Anton Medved, pesnik, duhovnik (1869, Kamnik – 1910, Turjak).
- Karel Naglič, podjetnik, strojnik, tovarnar (1892, Šmarca – 1965, Šmarca).
- Peter Naglič, fotograf, tovarnar (1883, Šmarca –  1959, Šmarca).
- Aleksander Neržima, glasbenik, sadjar, učitelj (1884, Kamnik – 1967, Kamnik).
- Ferdinand Novak, politik, župan (1892, Vrhpolje pri Kamniku – 1973, Vrhpolje pri Kamniku).
- Josip Ogrinec, pisatelj, prevajalec, učitelj (1844, Podgorje – 1879, Vinkovci).
- Franc Osole, izdelovalec cerkvene opreme (1857, Kamnik – 1907, Kamnik).
- Alojzij Peterlin, pesnik, duhovnik (1872, Kamnik – 1943, Ljubljana).
- Anton Peterlin, pasar (1876, Kamnik – 1955, Kamnik).
- Jurij Peterlin, pasar (1802, Kamnik – 1843, Kamnik).
- Radivoj Peterlin – Petruška, pesnik, potopisec, urednik (1879, Kamnik – 1938, Kamnik).
- Janko Polec, pravnik, zgodovinar (1880, Kamnik – 1956, Ljubljana).
- Julij Polec ml., partizan, sodelavec OF, zdravnik (1883, Kamnik – 1944, Šentvid nad Ljubljano).
- Adolf Razlag, zdravnik (1865, Kamnik – 1937, Šanghaj).
- Maks Samec ml., kemik (1881, Kamnik – 1964, Ljubljana).
- Janko Skerbinc, skladatelj, društveni delavec, učitelj, organist (1841, Stranje – 1928, Višnja Gora).
- Leon Souvan, podjetnik, trgovec (1877, Volčji Potok – 1949, Volčji Potok).
- France Stele, glasbenik, zborovodja (1855, Kamnik – 1924, Kamnik).
- Josip Suchy, pisatelj, prevajalec, redovnik, frančiškan (1869, Kamnik – 1941, Ljubljana).
- Blaž Sušnik, pesnik, duhovnik (1834, Gozd – 1866, Knežak).
- Luka Svetec, pisatelj, politik (1826, Podgorje – 1921, Litija).
- Ivo Šubelj, pravnik (1872, Kamnik – 1930, Ljubljana).
- Valentin Leopold Tanzer, zdravnik, zobozdravnik (1824, Kamnik – 1883, Gradec).
- Fran Tekavčič, pravnik, odvetnik, javni delavec (1862, Kamnik – 1936, Ljubljana).eograf, stenograf (1893, Podgorje – 1944, Ljubljana).
- Karel Tratnik, pasar, pevec, planinec, podjetnik, politik (1869, Vrhpolje pri Kamniku – 1935, Zagreb).
- Leopold Tratnik, pasar, podjetnik (1853, Vrhpolje pri Kamniku – 1930, Ljubljana).
- Ivan Vavpotič, slikar, ilustrator, scenograf (1877, Kamnik – 1943, Ljubljana).
- Andrej Volkar, pravnik (1847, Okrog pri Motniku – 1930, Praga).
- Marija Vera, gledališka igralka, gledališka režiserka, gledališka pedagoginja (1889, Kamnik – 1954, Ljubljana).

### 20. stol.
- France Balantič, pesnik, domobranec (1921, Kamnik – 1943, Grahovo).
- Hubert Bergant, organist (1934, Kamnik – 1999, Šempeter pri Gorici).
- Mara Bešter, doktorica znanosti, ekonomistka, partizanka, političarka, univerzitetna profesorica, ustavna sodnica (1922, Kamnik – 2010).
- Bogdan Binter, pedagog, zgodovinar (1906, Kamnik – 1967, Ljubljana).
- Boris Bratuž, filatelist, grafik, slikar, športnik, učitelj (1950, Vrhpolje pri Kamniku – 2008, Ljubljana).
- France Bremšak, doktor znanosti, elektrotehnik, sodelavec OF, univerzitetni profesor (1923, Kamnik – 1999, Ljubljana).
- Avgust Cerer, glasbenik, organist, skladatelj, zborovodja (1908, Kamnik – 1980, Jesenice).
- Tone Cerer, častni občan, plavalec, trener (1916, Kamnik – 2006, Cleveland).
- Emilijan Cevc, akademik, častni občan/meščan, doktor znanosti, pisatelj, umetnostni zgodovinar, univerzitetni profesor (1920, Kamnik – 2006, Ljubljana).
- Tone Cevc, doktor znanosti, etnolog, umetnostni zgodovinar (1932, Kamnik – 2007, Preserje pri Radomljah).
- Ema Deisinger, pedagoginja, pisateljica, publicistka, učiteljica (1901, Kamnik – 1990, Dingolfing).
- Franc Drolc, bibliotekar, gledališki igralec, jezikoslovec, kulturni delavec, literarni zgodovinar, pesnik, prevajalec, publicist, slovenist, urednik (1939, Motnik – 2012, Kranj).
- Stane Gabrovec, akademik, arheolog, častni občan/meščan, doktor znanosti, prejemnik Kidričeve/Državne/Zoisove nagrade, univerzitetni profesor (1920, Kamnik – 2015, Ljubljana).
- Milan Grošelj, akademik, dekan fakultete, doktor znanosti, jezikoslovec, učitelj, univerzitetni profesor (1902, Kamnik – 1979, Ljubljana).
- Jože Grošelj, duhovnik, misijonar, redovnik, župnik (1944, Buč – 2013, Nangomi (Malavi)).
- Valerija Heybal, glasbenica, operna pevka, prejemnica Prešernove nagrade (1918, Kamnik – 1994, Ljubljana).
- Leon Homar – Levko, kipar, slikar (1914, Kamnik – 1986, Kamnik).
- Dragutin Horgas, agronom, biokemik, doktor znanosti, farmacevt, kemik, učitelj, univerzitetni profesor (1921, Kamnik – 1984, Zagreb).
- Friderik Jerina, restavrator, slikar (1906, Vrhpolje pri Kamniku – 1996).
- Mirko Jerman, narodni heroj, partizan, vojaški poveljnik (1912, Šmarca – 1987, Ljubljana).
- Mirko Juteršek, častni občan/meščan, doktor znanosti, umetnostni zgodovinar, univerzitetni profesor (1932, Podgorje pri Kamniku – 2011, Ljubljana).
- Dušan Karba, dekan fakultete, doktor znanosti, farmacevt, lekarnar, sodelavec OF, univerzitetni profesor (1915, Kamnik – 2004, Ljubljana).
- Jožica Kališnik, pevka.
- Jožko Kramar, misijonar (1919, Šmarca - 2007)
- Bojan Kraut, dekan fakultete, strojnik, univerzitetni profesor (1908, Kamnik – 1991, Ljubljana).
- Peter Levec, partizan, pesnik, prevajalec (1923, Zgornji Tuhinj – 1999, Ljubljana).
- Miloš Levičnik, doktor znanosti, glasbenik, pravnik, sodelavec OF, športnik (1913, Kamnik – 1994, Ljubljana).
- Dušan Lipovec, slikar, publicist, kipar, pesnik, fotograf (1952, Kamnik – 2005, Ljubljana).
- France Lombergar, agronom, pedagog, sadjar (1928, Perovo –  1993, Maribor).
- Janez Maleš, kulturni delavec, pevec, športni delavec, športnik, uradnik (1942, Podgorje pri Kamniku –  2014, Ljubljana).
- Miha Maleš, grafik, pisatelj, restavrator, slikar, urednik, založnik (1903, Jeranovo pri Kamniku – 1987, Ljubljana).
- Gregor Mali, duhovnik, pesnik, župnik (1901, Sela pri Kamniku – 1983, Buenos Aires).
- Marjan Marinc, dramatik, gledališki igralec, režiser, sodelavec OF (1921, Kamnik – 1990, Ljubljana).
- Cene Matičič, častni občan/meščan, ekonomist, ključavničar, pevec, pisatelj, politik, poslanec, učitelj, univerzitetni profesor, zborovodja (1920, Kamnik – 2007, Kamnik).
- Ernest Mayer, akademik, biolog, botanik, dekan fakultete, doktor znanosti, sodelavec OF, univerzitetni profesor (1920, Zgornji Tuhinj – 2009, Ljubljana).
- Leopold (Polde) Mihelič, slikar, učitelj (1923, Vrhpolje pri Kamniku – 2007, Oševek).
- Jernej Plahuta, glasbenik, operni pevec (1919, Briše nad Kamnikom – 2003, Maribor).
- Ema Prodnik, pevka.
- Viktor Repanšek, inženir, kmetijski strokovnjak, kmetijski pisec (1913, Kamnik – 2006, Ljubljana).
- Nikolaj Sadnikar, častni občan/meščan, filatelist, kulturni delavec, partizan, zdravnik (1916, Kamnik –  2012, Kamnik).
- Jakob Savinšek, kipar, risar, ilustrator (1922, Kamnik – 1961, Kirchheim).
- Ciril Štukelj, knjižničar, politik, prevajalec, publicist, urednik (1903, Motnik – 1950, Ljubljana).
- Janez Tominc, partizan, pisatelj, zgodovinar (1921, Kamnik – 1942, Primča vas).
- Ciril Vremšak, glasbenik, zborovodja, skladatelj (1900, Kamnik – 1968, Kamnik).
- Samo Vremšak, glasbenik, muzikolog (1930, Kamnik – 2004, Ljubljana).
- Ivan Zika, krajevni zgodovinopisec, šahist (1907, Kamnik – 1976, Kamnik).

## Umrli v občini Kamnik

### 18. stol.
- Karl Dillherr, duhovnik, redovnik, jezuit (1710, Dunaj – 1778, Kamnik).
- Doroteja Sidonija Gallenberg, opatinja, plemkinja, redovnica (1664, Grad Soteska na Dolenjskem – 1728, Mekinje).
- Hipolit, filolog, nabožni pisec, leksikograf, prevajalec, duhovnik, redovnik, kapucin (1667, Novo mesto – 1722 Kamnik).
- Jakob Hoffstetter, teolog, duhovnik, redovnik, frančiškan (1679 Ljubljana – 1737 Kamnik).
- Maksimiljan Leopold Rasp, teolog, duhovnik, arhidiakon (1673, Škofja Loka – 1742, Kamnik).
- Janez Nepomuk Tropper, teolog, duhovnik, redovnik, frančiškan (1707, Ljubljana – 1765, Kamnik).
- Donat (Janez Ludvik) Valvasor, duhovnik, plemič, redovnik (1683, Bogenšperk – 1752, Kamnik).

### 19. stol.
- Luka Dolinar, duhovnik, glasbenik, pesnik, skladatelj, župnik (1794, Škofja Loka – 1863, Šmartno v Tuhinju).
- Joahim Nastran, duhovnik, redovnik, frančiškan (1802, Cerklje na Gorenjskem – 1863, Kamnik).
- Matija Ozbič, podobar (1828, Črni Vrh – 1888, Kamnik).
- Alojz Prašnikar, podjetnik (1821, Izlake – 1899, Mekinje).
- France Pustavrh, duhovnik, slikar (1827, Sveta Katarina nad Medvodami – 1871, Sela pri Kamniku).
- Maks Samec st., zdravnik, politik, župan, pisec (1844, Arclin – 1889, Kamnik).
- Janez Terpinc, zdravnik (1802, Kranj – 1846, Kamnik).
- Jakob Frančišek Zupan, glasbenik, skladatelj (1734, Schrötten – 1810, Kamnik).

### 20. stol.
- Jože Bručan, športnik (1910, Trst – 1979, Kamnik).
- Albert Čebulj, doktor znanosti, inženir, kulturni delavec, pedagog, univerzitetni profesor (1918, Glarus (Švica) – 1995, Kamnik).
- Julij Dereani, doktor znanosti, politik, zdravnik, župan (1861, Žužemberk – 1929, Kamnik).
- Peter Držaj, partizan, zdravnik (1913, Stična – 1944, Češnjice v Tuhinju).
- Josip Heybal, glasbenik, organist, učitelj, violinist (1882, Stražnica (Češka) – 1940, Kamnik).
- Ludvik Juhant – Dobravski, čevljar, ljudski umetnik, slikar (1907, Komendska Dobrava – 1993, Kamnik).
- Rihard Karba, farmacevt, lekarnar, politik, zdravnik, župan (1876, Ljutomer – 1933, Kamnik).
- Anton Knaflič, mecen, tovarnar, usnjar (1893, Litija – 1957, Kamnik).
- Boštjan Kordaš, veterinar (1899, Goriče – 1990, Kamnik).
- Matija Koželj, slikar (1842, Vesca – 1917, Kamnik).
- Alojzij Kraut, doktor znanosti, odvetnik, politik, župan (1863 – 1927, Kamnik)
- Ivan Lavrenčič, zgodovinar, politik, duhovnik (1857, Planina – 1930, Kamnik).
- Srečko Feliks Malenšek, glasbenik, učitelj, zbiralec ljudske kulturne dediščine (1863, Ljubljana – 1917, Zgornji Tuhinj).
- Josip Močnik, farmacevt, lekarnar, župan (1846, Slom pri Ponikivah – 1913, Kamnik).
- Martin Poč, duhovnik (1841, Semič – 1913, Kamnik).
- Leopold Podlogar, zgodovinar, duhovnik (1878, Podlog – 1925, Gozd).
- Julij Polec st., pravnik, sodnik (1852, Ljubljana – 1941, Kamnik).
- France Pucelj, zdravnik (1902, Goriča vas pri Ribnici na Dolenjskem – 1993, Kamnik).
- Albin Rudan, klarinetist
- Josip Nikolaj Sadnikar, veterinar, zbiralec umetnin (1863, Ljubljana – 1952, Kamnik).
- Maksimiljan Skalar, glasbenik, goslar, učitelj, violinist (1908, Ljubljana – 1997, Kamnik).
- Anton Slatnar, tiskar, založnik (1867, Nožice – 1926, Kamnik).
- Ferdinand Souvan, podjetnik, trgovec (1840, Ljubljana – 1915, Volčji potok).
- Franc Svetlič, esejist, prevajalec (1858, Brodnice – 1939, Kamnik).
- Ludvik Škufca, nabožni pisec, duhovnik (1851, Ljubljana – 1914, Kamnik).
- Fran Ksaver Tončič, podobar, kipar (1865, Črni Vrh – 1919, Kamnik).
- Vilko Ukmar, glasbenik, muzikolog (1905, Postojna – 1991, Kamnik).
- Jan Ulman, dirigent, glasbenik, uradnik (1885, Češka – 1964, Kamnik).
- August Walter, zdravnik (1831, Avstrija –  1910, Kamnik).
- Janez Žurga, geolog, duhovnik, redovnik, frančiškan (1885, Dolenje Gradišče – 1969, Kamnik).

### 21. stol.
- Mala Drčar, publicistka, sodelavka OF, učiteljica, urednica (1917, Ambrus – 2001, Kamnik).
- Svetozar Frantar, filatelist, igralec, kulturni delavec, pravnik, sodelavec OF (1911, Opčine pri Trstu – 2001, Kamnik).
- Anica Gladek, novinarka, pesnica (1942, Domžale – 2010, Kamnik).
- Metod Humar, alpinist, gorski reševalec, gorski vodnik (1939, Nožice – 2012, Šmarca).
- Viktor Mihelčič, častni občan/meščan, dirigent, glasbenik, organist, skladatelj, sodelavec OF, učitelj, zborovodja (1913, Metlika – 2010, Kamnik).
- Ivo Zorman, pisatelj, učitelj (1926, Gora pri Komendi – 2009, Kamnik).

## Delovali v občini Kamnik
- France Ačko, doktor znanosti, duhovnik, glasbenik, organist, pedagog, prevajalec, redovnik, skladatelj, sodelavec OF, učitelj, zborovodja (1904, Maribor – 1974, Ljubljana). Po prvih redovnih zaobljubah se je preselil v frančiškanski samostan v Kamnik. Takrat je napisal dva violinska dueta, in sicer Novo zvonjenje in Dva kraljeviča.
- Emil Adamič, glasbenik, skladatelj, učitelj, zborovodja (1877, Dobrova pri Ljubljani – 1936, Ljubljana). Med letoma 1903 in 1909 je v Kamniku poučeval na štirirazredni deški ljudski šoli. Nekaj let je vodil tudi Prvo slovensko pevsko društvo Lira, ki ga je ob njegovem odhodu v Trst odlikovalo z zlato značko. V Kamniku je nekaj let vodil tudi orkester Narodne čitalnice.
- Neža Andeško-Meranska (Agnes von Andechs-Meranien), grofica, plemkinja, vojvodinja (1215–1263).  Oče Oton jo je izbral za dedinjo andeške posesti v »južnih« deželah. Posledično je za tri desetletja postala gospodarica Kamnika, zato jo imenujemo tudi Neža Kamniška. Bila je zadnja andeška lastnica Kamnika.
- Henrik IV. Andeško-Meranski, grof, plemič, vojvoda (1175–1228, Slovenj Gradec). Do smrti leta 1228 je vladal v Kamniku in na Malem gradu tudi koval svoj denar.
- Blaž Artel, duhovnik (1822, Breznica – 1893, Kranjska Gora). Na Selah pri Kamniku je zgradil gotsko cerkev sv. Neže.
- Vladimir Bartol, kritik, pisatelj, prevajalec, sodelavec OF (1903, Sv. Ivan, Trst – 1967, Ljubljana). Leta 1936 se je preselil v Kamnik, kjer se je udeleževal srečanj Krožka prijateljev Francije.
- Janez Faller, orglar (pred 1650 – po 1717). Leta 1680 je izdelal orgelski pozitiv za kamniško frančiškansko cerkev, ki je danes v cerkvi na Sv. Primožu nad Kamnikom in je najstarejši ohranjeni orgelski inštrument na Slovenskem.
- Žiga (Seifrid II.) Gallenberg (Mekinjski), plemič (pred 1267–1301). Žiga je z ženo Elizabeto Rabensberg  leta 1300 v Mekinjah pri Kamniku ustanovil prvi samostan reda sv. Klare (klaris) na Kranjskem. Rodbina Gallenberg je ohranila odvetništvo nad mekinjskim samostanom vse do njegove razpustitve, leta 1782. Številni člani rodbine so pokopani v mekinjski cerkvi.
- Moriz Gauster (Moriz Gauster), častni občan/meščan, politik, psihiater, zborovodja, zdravnik (1828, Dunaj – 1895, Dunaj). V letih 1856–1871 je deloval kot okrajni zdravnik v Kamniku. Bil je član Društva zdravnikov na Kranjskem (od 1862) in Muzejskega društva, v Kamniku pa je kot zborovodja deloval v pevskem društvu Männer-Gesang-Verein, ki je izvajalo nemške in tudi slovenske pesmi.
- Henrik (Heinricus), duhovnik, župnik (prva polovica 13. Stoletja). Prvi kamniški župnik.
- Simon Jenko, narodni buditelj, pisatelj, pesnik (1835, Podreča – 1869, Kranj). V Kamniku se je pridružil narodnozavednemu izobraženstvu in se vključil v družbeno življenje. Jenko je bil med soustanovitelji Kamniške narodne čitalnice in njen prvi tajnik. Sodeloval je tudi pri kulturno-prosvetnem delu v Kamniku – pisal je domoljubne prigode, sestavljal pozdravne govore in režiral veseloigre.
- Franz (Franc) Kurz Zum Thurn und Goldenstein, slikar (20. 1. 1807, Sankt Michael im Lungau – 29. 8. 1878, Baden). Leta 1847 je obnovil oltarno podobo sv. Martina v župnijski cerkvi v Šmartnem v Tuhinju. Za Kamniško župnijsko cerkev in cerkev Marijine in Jožefove zaroke na Žalah je leta 1852 naslikal tudi križeva pota. Upodobil je mesto Kamnik, notranjščino cerkve na Sv. Primožu ter več lokacij v dolini Kamniške Bistrice.
- Avguštin Lah, doktor znanosti, geograf, partizan, politik, univerzitetni profesor (1924, Lenart v Slovenskih goricah – 2010). Ravnatelj kamniške gimnazije je postal 1952 in ostal na tem delovnem mestu do leta 1958. Pod njegovim vodstvom je gimnazija v Kamniku postala žarišče kulturnega, javnega in športnega življenja. Gimnazija se je v tistem času povezovala s kamniškimi podjetji in z njihovo materialno podporo je začela izdajati Kamniški zbornik. Prvi urednik Zbornika je bil prav Lah.
- Jerica Podboj,  Prešernova znanka (1824–1851, Gorica). Živela je v hiši na Šutni, ki jo je zgradil William Moline (možev stric). Pokopana je na kamniških Žalah.
- Viktor Parma, dirigent, glasbenik, pravnik, skladatelj (1858, Trst – 1924, Maribor). V Kamniku je ustanovil salonski orkester in bil eden prvih dirigentov Mestne godbe Kamnik.
- Jože Plečnik, akademik, arhitekt, oblikovalec, prejemnik Prešernove nagrade, univerzitetni profesor (1872, Ljubljana – 1957, Ljubljana).  Med letoma 1932 in 1934 je zasnoval in zgradil "Lovsko kočo kralja Aleksandra" (znana tudi kot "Plečnikov dvorec" ali "Titov dvorec") v Kamniški Bistrici. V frančiškanskem samostanu Kamnik je izdelal kapelo božjega groba in prenovil cerkev sv. Benedikta v Zgornjih Stranjah. Pripravil je prve načrte za ureditev mestnega jedra v Kamniku.
- Valentin Prevc, narodni buditelj, odvetnik, politik, župan, poslanec (ok. 1826–1900, Kranj). Bil je eden od ustanoviteljev Narodne čitalnice v Kamniku.
- Hermann Rechbach, baron, plemič, župan (1908, Krumperk – 1974, Dunaj). V času nemške okupacije (med letoma 1940 in 1945) je bil župan Kamnika.
- Jurij (Jurlinus) Seydl, trgovec (prva polovica 15. Stoletja – po letu 1456). Sodil je med najvidnejše kamniške trgovce v sredini 15. Stoletja. Trgoval je z volovskim, ovčjim, kozjim, konjskim in drugim krznom. Trgovina je tedaj v Kamniku veljala za osrednjo gospodarsko dejavnost.
- Albin Weingerl, pedagog, skladatelj (1923, Šentjernej – 2010, Ljubljana). Med letoma 1963 in 1971 je bil ravnatelj kamniške glasbene šole.